# PFA (aksjomat)
PFA (z ang. proper forcing axiom) – aksjomat forsingowy używany w teorii mnogości, topologii i pokrewnych dziedzinach matematyki. Jest to zdanie postulujące szczególną własność pewnych porządków częściowych.

## Definicje formalne

### Pojęcia wstępne
Niech {\displaystyle \mathbb {P} =(\mathbb {P} ,\leqslant )} będzie pojęciem forsingu.
- Powiemy, że zbiór {\displaystyle G\subseteq \mathbb {P} } jest filtrem w {\displaystyle \mathbb {P} } jeśli następujące warunki są spełnione:

(i) {\displaystyle G\neq \varnothing ,}
(ii) jeśli {\displaystyle p,q\in \mathbb {P} ,} {\displaystyle q\leqslant p} oraz {\displaystyle q\in G,} to również {\displaystyle p\in G,}
(iii) jeśli {\displaystyle p,q\in G,} to można znaleźć {\displaystyle r\in G} taki że {\displaystyle r\leqslant p} oraz {\displaystyle r\leqslant q.}
- Zbiór {\displaystyle I\subseteq \mathbb {P} } jest gęstym podzbiorem {\displaystyle \mathbb {P} } jeśli {\displaystyle (\forall p\in \mathbb {P} )(\exists q\in I)(q\leqslant p).}
- Niech {\displaystyle \chi } będzie regularną liczbą kardynalną a {\displaystyle {\mathcal {H}}(\chi )} będzie rodziną wszystkich zbiorów dziedzicznie mocy mniejszej niż {\displaystyle \chi .} Przypuśćmy, że {\displaystyle N} jest przeliczalnym elementarnym podmodelem {\displaystyle ({\mathcal {H}}(\chi ),\in )} takim, że {\displaystyle \mathbb {P} \in N.} Powiemy, że warunek {\displaystyle q\in \mathbb {P} } jest warunkiem {\displaystyle (N,\mathbb {P} )}-generycznym jeśli dla każdego maksymalnego antyłańcucha {\displaystyle A\subseteq \mathbb {P} ,} który należy do modelu {\displaystyle N} mamy:

dla każdego {\displaystyle r\in A,} jeśli {\displaystyle r,q} są niesprzeczne, to {\displaystyle r\in N.}
(Przypomnijmy, że warunki {\displaystyle r,q} są niesprzeczne, jeśli istnieje warunek {\displaystyle s\in \mathbb {P} } silniejszy niż oba te warunki.)
- Pojęcie forsingu {\displaystyle \mathbb {P} } jest proper, jeśli dla każdej dostatecznie dużej regularnej liczby kardynalnej {\displaystyle \chi } istnieje {\displaystyle x\in {\mathcal {H}}(\chi )} taki, że:

jeśli {\displaystyle N} jest przeliczalnym elementarnym podmodelem {\displaystyle ({\mathcal {H}}(\chi ),\in ),} {\displaystyle \mathbb {P} ,x\in N} oraz {\displaystyle p\in \mathbb {P} \cap N,}
to istnieje warunek {\displaystyle q\leqslant p} który jest {\displaystyle (N,\mathbb {P} )}-generyczny.

### PFA i BPFA
PFA oznacza następujące zdanie:
jeśli pojęcie forsingu {\displaystyle \mathbb {P} } jest proper, {\displaystyle {\mathcal {I}}} jest rodziną gęstych podzbiorów {\displaystyle \mathbb {P} } oraz {\displaystyle |{\mathcal {I}}|\leqslant \aleph _{1},}
to istnieje filtr {\displaystyle G\subseteq \mathbb {P} ,} który ma niepusty przekrój z każdym zbiorem z {\displaystyle {\mathcal {I}}} (tzn. {\displaystyle (\forall D\in {\mathcal {I}})(D\cap G\neq \varnothing )}).
BPFA jest następującym zdaniem:
jeśli pojęcie forsingu {\displaystyle \mathbb {P} } jest proper, {\displaystyle {\mathcal {A}}} jest rodziną maksymalnych antyłańcuchów w zupełnej algebrze Boole’a {\displaystyle \mathrm {RO} (\mathbb {P} )} wyznaczonej przez to pojęcie forsingu oraz zarówno {\displaystyle |{\mathcal {A}}|\leqslant \aleph _{1},} jak i każdy antyłańcuch w rodzinie {\displaystyle {\mathcal {A}}} jest mocy co najwyżej {\displaystyle \aleph _{1},}
to istnieje filtr {\displaystyle G\subseteq \mathrm {RO} (\mathbb {P} ),} który ma niepusty przekrój z każdym antyłańcuchem z {\displaystyle {\mathcal {A}}} (tzn. {\displaystyle (\forall A\in {\mathcal {A}})(A\cap G\neq \varnothing )}).
Nazwa BPFA jest skrótem angielskiego zwrotu  Bounded Proper Forcing Axiom.

## Historia i niesprzeczność
- Idea forsingów proper i związanego z nimi aksjomatu forsingowego była stworzona przez izraelskiego matematyka Saharona Szelacha w drugiej połowie lat 70. XX wieku. W 1978 w czasie wykładów w Berkeley przedstawił on po raz pierwszy ten koncept, w druku ukazał się on w 1980[1].
- W 1982, Szelach opublikował monografię[2] przedstawiającą pierwsze systematyczne badania forsingów proper, związanych z nimi aksjomatów forsingowych i twierdzeń zachowawczych.
- W 1995, Martin Goldstern i Saharon Szelach wprowadzają BPFA[3] który zyskał sporą popularność w ostatnich latach (ze względu na słabsze założenia potrzebne aby wykazać jego niesprzeczność).

Podstawą do wykazania niesprzeczności PFA (czy też BPFA) jest twierdzenie Szelacha mówiące, że iteracja z przeliczalnym nośnikiem forsingów proper jest forsingiem proper (a więc nie kolapsuje {\displaystyle \omega _{1}}) Niestety, w iteracjach tego typu liczby kardynalne powyżej {\displaystyle \aleph _{1}} mogą być kolapsowane, jeśli więc chcemy przeiterować wszystkie możliwe forsingi proper to potrzebujemy dodatkowego narzędzia aby złapać swój własny ogon. Narzędziem tym jest zwykle diament Lavera związany z liczbą super-zwartą.
Twierdzenie [Szelach]: Jeśli teoria „ZFC+istnieje liczba super-zwarta” jest niesprzeczna, to również teoria „ZFC+PFA” jest niesprzeczna.
Aksjomat BPFA wymaga znacznie słabszych założeń:
Twierdzenie [Goldstern-Szelach]: Jeśli teoria „ZFC+istnieje liczba Mahlo” jest niesprzeczna, to również teoria „ZFC+BPFA” jest niesprzeczna.
(W tym ostatnim twierdzeniu trochę mniej niż istnienie liczby Mahlo jest wymagane; co więcej Goldstern i Szelach podali dokładną siłę niesprzeczności BPFA.)

## Przykłady forsingów proper
- Wszystkie przeliczalnie domknięte pojęcia forsingu, jak też i wszystkie ccc pojęcia forsingu są proper.
- Pojęcia forsingu Lavera, Mathiasa i Sacksa (zdefiniowane w artykule o pojęciach forsingu) są proper.
- Pojęcia forsingu zbudowane zgodnie z metodą norm na możliwościach są proper przy naturalnych warunkach[7].

## Przykłady konsekwencji
Załóżmy PFA. Wówczas:
- {\displaystyle 2^{\aleph _{0}}=2^{\aleph _{1}}=\aleph _{2},}
- MA,
- SCH,
- nie istnieją drzewa Kurepy,
- suma {\displaystyle \aleph _{1}} (s0)-zbiorów Marczewskiego jest {\displaystyle (s_{0})}-zbiorem.

Aby przedstawić kolejną konsekwencję PFA musimy wprowadzić następującą definicję. Powiemy, że podzbiór {\displaystyle A\subseteq \mathbb {R} } prostej rzeczywistej jest {\displaystyle \aleph _{1}}-gęsty w {\displaystyle \mathbb {R} } jeśli dla każdego niepustego przedziału otwartego {\displaystyle P\subseteq \mathbb {R} } mamy, że {\displaystyle |A\cap P|=\aleph _{1}.}
- Zakładając PFA, każde dwa {\displaystyle \aleph _{1}}-gęste podzbiory prostej są porządkowo izomorficzne[8].